# John Stewart, 1. Earl of Angus

Wappen von John Stewart, 1. Earl of Angus

John Stewart, 1. Earl of Angus (auch John Stewart, Lord of Bonkyl oder Bunkle; † 9. Dezember 1331) war ein schottischer Adliger.

## Herkunft
John Stewart entstammte der schottischen Familie Stewart. Er war ein Sohn von Alexander Stewart of Bunkle, seine Mutter hieß möglicherweise Christian. Sein Vater war während des Schottischen Unabhängigkeitskriegs ein loyaler Unterstützer von König Robert Bruce, so dass seine Besitzungen in England 1314 von der englischen Krone beschlagnahmt wurden. Nach dem Tod seines Vaters 1319 erbte John Stewart die verbliebenen Besitzungen in Schottland, darunter Bonkyll Castle im nordöstlichen Berwickshire.

## Rolle während der Herrschaft von Robert I.
Beim Tod seines Vaters war er möglicherweise noch minderjährig, denn er wird trotz der Bedeutung der Familie Stewart in den nächsten Jahren fast überhaupt nicht erwähnt. Erst Ende der 1320er Jahre erlangte er als Verwandter von Walter Stewart, dem Schwiegersohn von König Robert Bruce, größere Bedeutung. Als Walter Stewart 1327 starb, war sein Sohn und Erbe Robert noch minderjährig, so dass John als dessen nächster Verwandter zum Oberhaupt der Familie Stewart wurde. Am 24. Oktober 1328 erhielt er einen päpstlichen Dispens, so dass er Margaret Abernethy († um 1370) heiraten konnte. Seine Frau war die Tochter und Erbin von Alexander Abernethy und brachte ein umfangreiches Erbe mit in die Ehe, das Besitzungen in Perthshire südlich des Tay mit dem Mittelpunkt Abernethy umfasste. Trotz der Bedeutung seiner Familie wird Stewart in dem Dispens nur als Lord of Bunkle bezeichnet. Er gehörte auch nicht zu den Magnaten, die am 17. März 1328 das Abkommen von Edinburgh besiegelten, das den Krieg mit England beendete. Im August 1327 gehörte er jedoch zusammen mit Patrick Dunbar, 8. Earl of Dunbar zu den schottischen Kommandanten, die während der Weardale Campaign mit einem Aufgebot den Rückzug des schottischen Heeres deckten und die Scottish Marches gegen einen englischen Angriff sichern sollten.

## Erhebung zum Earl of Angus, Tod und Erbe
Wahrscheinlich kurz vor Juni 1329 wurde Stewart jedoch zum Earl of Angus erhoben. Diesen Titel hatte zuvor Robert de Umfraville geführt, der 1314 aber auf die englische Seite gewechselt war. König Robert Bruce hatte daraufhin den Großteil von Umfravilles Besitzungen an Stewarts Vater Alexander vergeben. Möglicherweise erhielt John Stewart den Titel als Entschädigung, weil er trotz der Stellung der Familie Stewart aufgrund seiner politischen Unerfahrenheit nicht zum Guardian für den minderjährigen Thronerben David ernannt worden war. Anlässlich seiner Krönung schlug der junge König am 24. November 1331 Stewart zum Ritter. Dies und die erst 1328 erfolgte Hochzeit gelten als Anzeichen, dass Stewart erst um diese Zeit volljährig geworden war. Er starb jedoch bereits zwei Wochen nach dem Ritterschlag, die Todesursache ist unbekannt. Mit seiner Frau Margaret Abernethy hatte er einen Sohn, Thomas, der sein Erbe wurde.